# Contea di McCracken
La contea di McCracken in inglese McCracken County è una contea dello Stato del Kentucky, negli Stati Uniti. La popolazione al censimento del 2000 era di 65 514 abitanti. Il capoluogo di contea è Paducah.